# パーソロン系
パーソロン系（パーソロンけい）とは、馬（主にサラブレッド）の父系の一つ。ヘロド系に属しており、日本で独自の発展を遂げたものの世界的には無名の存在である。
シンボリルドルフ・トウカイテイオー父子やメジロアサマ・メジロティターン・メジロマックイーン父子など多数の名馬を輩出したが、その後は活躍馬が出ずに衰退した。現在はサイアーラインとしても終わった系統とみなされているが、メジロマックイーンがブルードメアサイアーで存在感を見せてもいる。

## 概要
引退直後の1964年に日本に輸入されたパーソロンを祖とする父系で、日本独自の呼称である。パーソロン直仔は多数種牡馬入りしたが、内国産種牡馬不遇の時代の御多分に漏れず、それ程父系が隆盛を極めたわけではない。しかしメジロアサマを経たメジロティターン、メジロマックイーンの父子と、三冠馬シンボリルドルフから誕生したトウカイテイオー父子という人気の高い名馬を出しており、1990年代前半まで強い存在感を示していた。
パーソロン自身は短距離馬だったが、日本では長距離で活躍する馬を多く生んでおり、サイアーライン上にも中・長距離で活躍した名馬の名前が多く見られる。本質的にはスピードに優れており、気性の激しさを伴う事も多い為、近年は代を経た事も影響してか、短中距離で活躍する馬も増えてきた。
しかしメジロマックイーンは2006年に亡くなり、産駒のうち重賞に勝った牡馬は競走中の故障で予後不良となったホクトスルタンのみであった。トウカイテイオー産駒のGI馬3頭のうち唯一の牡馬であったストロングブラッドも引退後に去勢されて乗馬となり、トウカイテイオー自身も2013年に亡くなっている。このようにパーソロンの父系のさらなる発展は極めて困難となっている。
2015年にメジロマックイーンの子ギンザグリングラス（2005生まれ芦毛）が北海道沙流郡で（private）、2020年にトウカイテイオーの子クワイトファインがクラウドファンディングにより種牡馬入りし、父系を継続させている。2023年にクワイトファイン待望の牡馬、ドリームテイオーが誕生し血統存続へ期待が持たれる。
近年では父にメジロマックイーンを持つ繁殖牝馬とステイゴールドの組み合わせで誕生したドリームジャーニー・オルフェーヴル全兄弟（母オリエンタルアート）、ゴールドシップ（母ポイントフラッグ）が顕著な成績を挙げ、日本産馬に与えた影響は大きいと言える。

## サイアーライン
- Byerley Turk 1680
  - Jigg 1705
    - Partner 1718
      - Tartar 1743
        - Herod 1758　　　---←ヘロド系へ戻る
          - Woodpecker 1773
            - Buzzard 1787
              - Selim 1802
                - Sultan 1816
                  - Bay Middleton 1833
                    - The Flying Dutchman 1846
                      - Dollar 1860
                        - Androcles 1870
                          - Cambyse 1884
                            - Gradefeu 1895
                              - Chouberski 1902
                                - Bruleur 1910
                                  - Ksar 1918
                                    - Tourbillon 1928　　---←トウルビヨン系へ戻る
                                      - Djebel 1937
                                        - My Babu 1945
                                          - Milesian 1953
                                            - *パーソロン 1960　　---↓パーソロン系（改行）

---↓パーソロン系---
- *パーソロン 1960 →トウコウエルザ 1971、マティリアル 1984
  - メジロアサマ 1966
    - メジロエスパーダ 1976
    - メジロティターン 1978
      - メジロマックイーン 1987 →ホクトスルタン 2004
        - グランアクトゥール 1998
        - ギンザグリングラス 2005

      - エイシンハリケーン 1983

  - メジロゲッコウ 1968
    - メジロアンタレス 1979

  - ノボルトウコウ 1969
  - ヤマブキオー 1970
  - カーネルシンボリ 1971
    - シノンシンボリ 1979

  - ボールドシンボリ 1973
  - マチカネタイテイ 1973
  - サクラショウリ 1975 →サクラスターオー 1984
  - アグネスホープ 1975
  - ベストブラッド 1977
  - イブキオーショウ 1978
  - サンエイソロン 1978
    - ボールドフェイス 1988

  - サクラシンボリ 1979
  - ウインザーノット 1980
  - サクラガイセン 1980
  - ヒロカツオー 1980
  - オーバールック 1980
  - シンボリルドルフ 1981 →ツルマルツヨシ 1995 
    - トウカイテイオー 1988 →トウカイポイント(g) 1996、ヤマニンシュクル 2001
      - クワイトファイン 2010

    - シャマードシンボリ 1988
    - アイルトンシンボリ 1989
    - アクションドラマ 1990
    - ミスタールドルフ 1990
    - エプソムアシュラ 1991
    - マイネルプリンス 1999

  - スーパーソロン（アア）1981
  - サクラサニーオー 1982
  - モンテジャパン 1982
  - エイシンウオリア 1983
  - テイオーソロン 1983
  - モンテペガサス 1983
  - アオイノモン 1984
  - キリパワー 1985

- サイアーライン上は種牡馬入りした馬、→印の後は牝馬などの非種牡馬の代表産駒の一部を示す。また、日本調教馬における太字はG1級競走の勝ち馬を示す。